# 金口蛙螺
金口蛙螺（学名：Tutufa rubeta）是异足目蛙螺科大蛙螺属的一种。主要分布于印度尼西亚、台湾，常栖息在浅海珊瑚礁、岩石底、低潮线。